# خربة المطلة (جنين)
خربة المطلة تبعد من مركز المحافظة 24 كم جنوب شرقي جنين ويبلغ متوسط ارتفاعها متوسط الارتفاع 500 متر.